# WD 0806-661

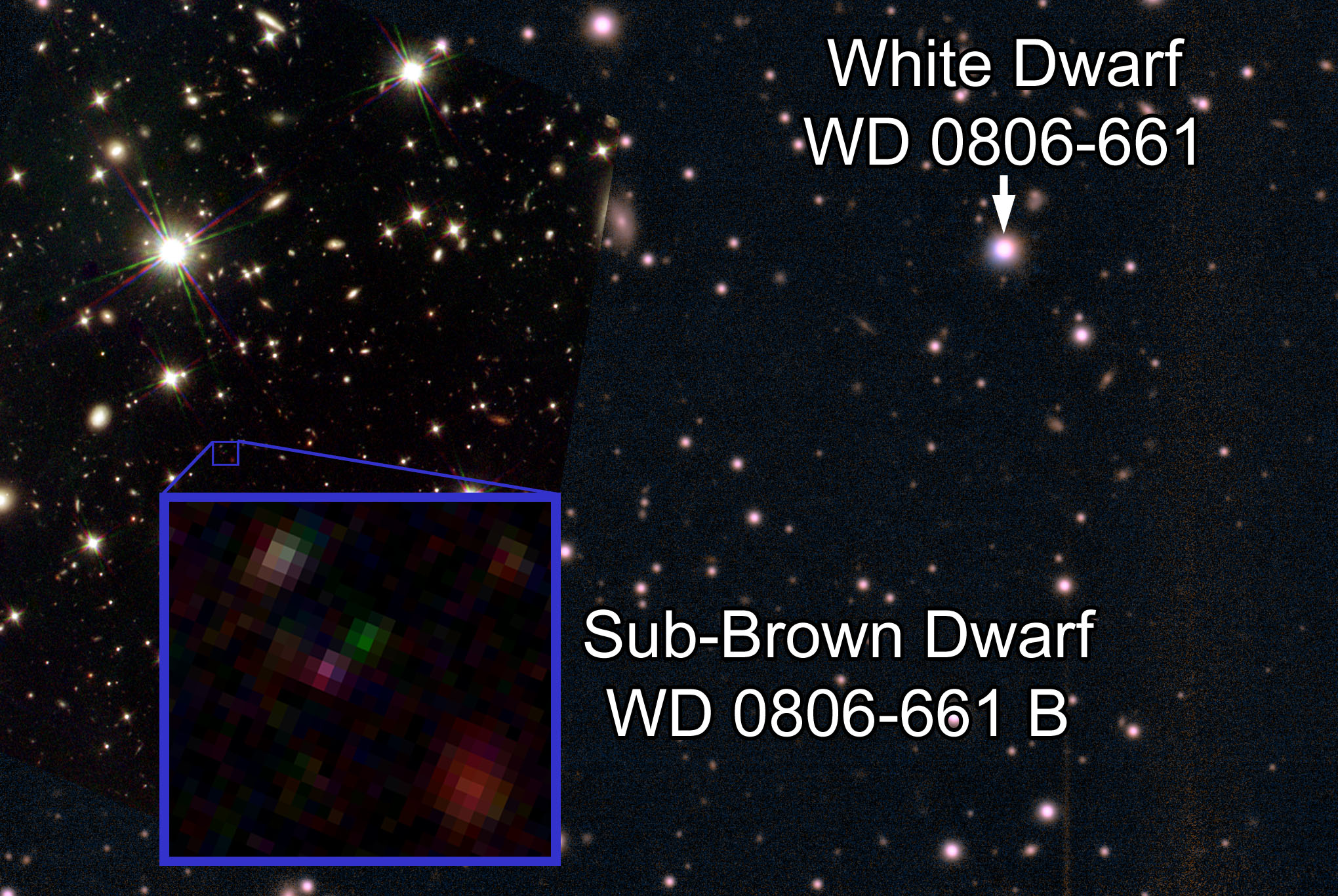
Imatge del sistema WD-0806-661.

WD 0806-661 (L 97-3, GJ 3483) és un sistema binari ample d'un nan blanc i un subnan marró de tipus Y (designat "B"), situat a la constel·lació del Peix Volador a 63 anys-llum de la Terra. El company va ser descobert el 2011. Té la més gran separació real (2500 UA) i aparent (més de 2 minuts d'arc) de qualsevol objecte de massa planetària conegut.

## Descobriment
El component B va ser descobert el 2011 amb el Telescopi espacial Spitzer. El seu document de descobriment és Luhman et al., 2011. En el moment del seu descobriment, WD 0806-661 B va ser l'estrella més freda que s'ha trobat mai, amb una temperatura de només 27-80 °C, que és similar a algunes zones calentes de la Terra.